# Kingsbridge Road (línea Concourse)
Kingsbridge Road es una estación en la línea Concourse del Metro de Nueva York de la división B del Brooklyn–Manhattan Transit Corporation. La estación se encuentra localizada en Kingsbridge Heights, El Bronx entre la East Kingsbridge Road y Grand Concourse. La estación es servida en varios horarios por los trenes del Servicio  y .